# Giuditta che decapita Oloferne (Artemisia Gentileschi Napoli)
Giuditta che decapita Oloferne è un dipinto a olio su tela (158,8×125,5 cm) di Artemisia Gentileschi databile tra il 1612 e il 1613, o anche al 1617 secondo una parte della critica, e conservato nel Museo nazionale di Capodimonte a Napoli.
Il dipinto si colloca tra le massime espressioni caravaggiste del Seicento, divenendo icona e simbolo dell'attività artistica della Gentileschi che, infatti, eseguì l'opera poco dopo la violenza sessuale di cui fu vittima.
Dello stesso soggetto esiste una seconda versione oggi conservata agli Uffizi di Firenze compiuta circa otto anni dopo quella di Napoli. 

## Storia
La tela è stata dipinta immediatamente dopo il processo ad Agostino Tassi per lo stupro di Artemisia, tenutosi nel 1612.
Non si hanno informazioni certe in merito alla commissione dell'opera né tantomeno al momento preciso in cui questa è stata realizzata.
Gran parte della critica ritiene che il dipinto sia databile intorno al 1612: resta a tal proposito da stabilire se l'opera è identificabile con quella "Iuditta di capace grandezza" che risultava al tempo già donata dalla pittrice proprio al Tassi e di cui poi ne prese possesso il furiere papale Cosimo Quorli prima che Orazio Gentileschi ne richiedesse la restituzione dopo la vittoria della causa in tribunale.
 

Un'altra parte della critica recente (2016) ha invece avanzato l'ipotesi che la richiesta della tela sia stata fatta nel 1617 da Laura Corsini, moglie di Jacopo Corsi, in quanto a questa data risale un pagamento di 140 lire fatto dalla gentildonna in favore della Gentileschi per una Giuditta, che solo successivamente sarebbe stata poi portata nel feudo di famiglia a Caiazzo, da cui poi giunse di eredi in eredi fino al museo napoletano.

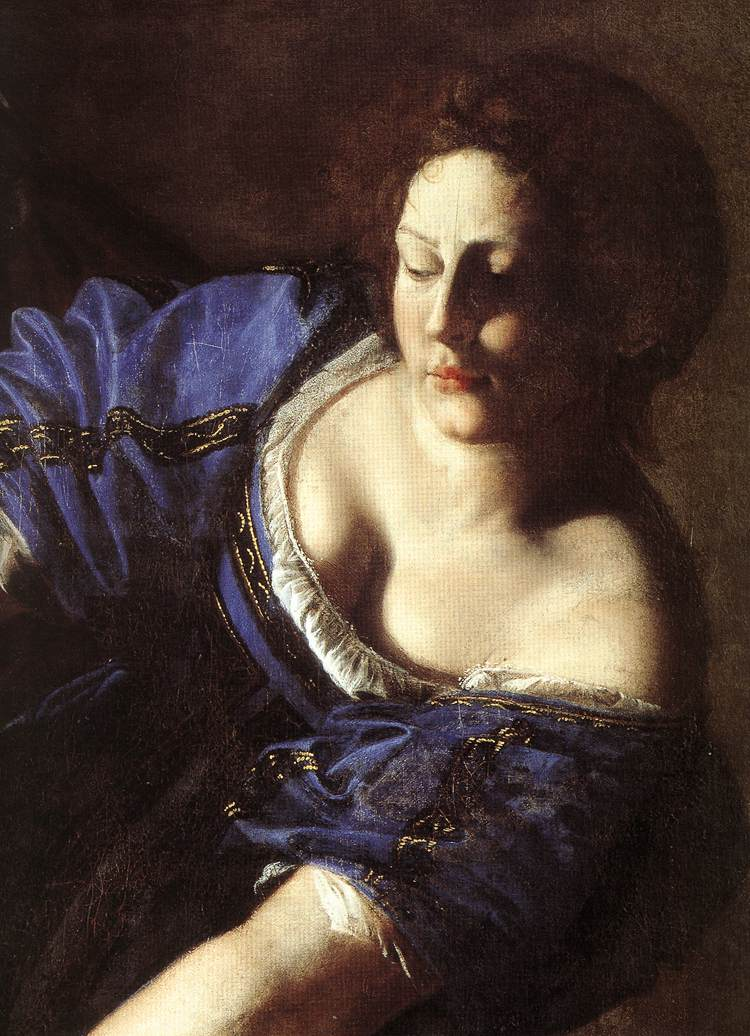
Dettaglio di Giuditta

A prescindere dalla datazione precisa del quadro, questo fu comunque compiuto a cavallo tra il soggiorno a Roma e a Firenze (1612-1617), dove Artemisia si recò sull'onda del processo alla ricerca di un posto tranquillo e lontano dai "riflettori".
L'allora giovane pittrice scelse di rappresentare la scena della decapitazione di Oloferne anziché il momento della fuga delle due donne, soggetto quest'ultimo che era maggiormente in voga negli altri artisti del tempo. L'attimo raffigurato tuttavia non era del tutto nuovo, infatti circa dieci anni prima fu il Caravaggio nella sua versione per la collezione di Ottavio Costa a dettare i canoni di quello che diverrà uno dei quadri più rappresentativi del suo catalogo e in generale uno dei soggetti più ripresi dalle future generazioni di pittori.
Il soggetto della Giuditta che decapita Oloferne fu replicato con varianti da Artemisia intorno al 1620: quest'opera fu richiesta da Cosimo II de' Medici ed è oggi agli Uffizi di Firenze.

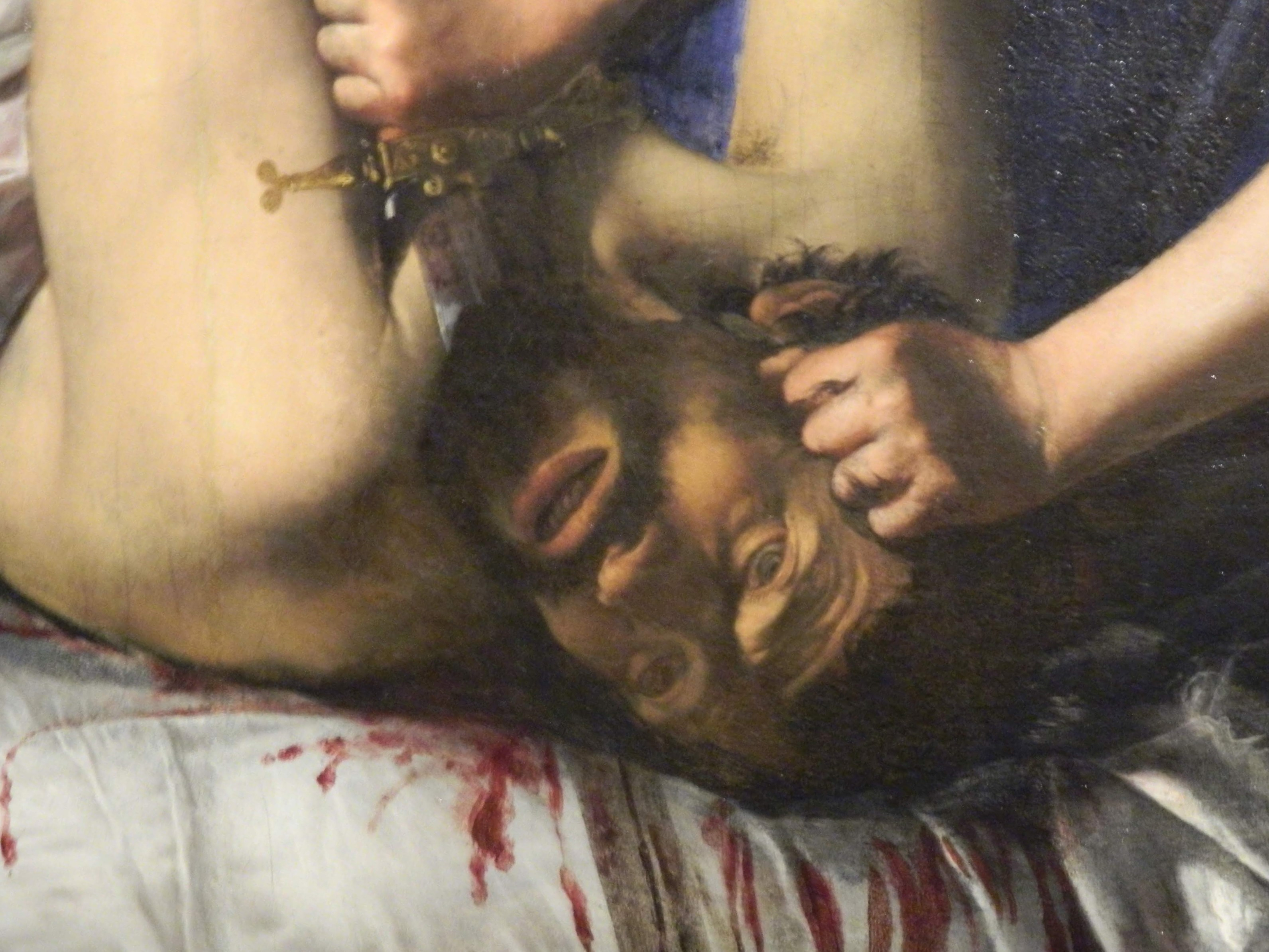
Dettaglio di Oloferne

Non si conoscono le vicissitudini della Giuditta di Napoli: di certo si sa che questa risulta esser stata tagliata sul lato sinistro in un'epoca successiva, probabilmente per dare più centralità alla scena, e forse anche sul margine superiore. Un'idea di quella che poteva essere l'originale composizione è desumibile da una copia antica dell'originale dipinto proveniente da palazzo Zambeccari (dov'è segnalata nel Settecento) e conservata oggi alla Pinacoteca nazionale di Bologna.
La tela compare nella collezione privata di Saveria De Simone nel corso dell'Ottocento, quando fu comprata nel 1827 per la collezione Borbone, dove in questo passaggio l'opera venne assegnata addirittura al Caravaggio (seppur senza trovare unanime accordo nella critica ottocentesca) e portata prima al Real Museo Borbonico e poi a Capodimonte, dov'è tutt'oggi.
Nel 1916 fu Roberto Longhi a ripristinare la titolarità della tela ad Artemisia Gentileschi, anche se il critico la riteneva, erroneamente, una replica della versione di Firenze. Quest'ultima considerazione venne definitivamente ribaltata grazie agli studi effettuati sulle due tele nell'ultimo quarto del Novecento da Mary Garrard.

## Descrizione e stile

### Il soggetto
Il quadro è tratto dall'episodio biblico narrato nel Libro di Giuditta (Gt. 13, 7-8), dove la giovane, bella e eroica israelita Giuditta uccide il generale Oloferne, che teneva sotto assedio la città di Betulia, al tempo del re Nabucodonosor.

La scena raffigurata è quella della decapitazione con una scimitarra di Oloferne da parte di Giuditta, che voleva salvare il proprio popolo dalla dominazione straniera, mentre partecipa attivamente alla lotta l'ancella, Abra, che tiene fermo il generale nemico mentre questi prova a opporre resistenza all'aggressione.

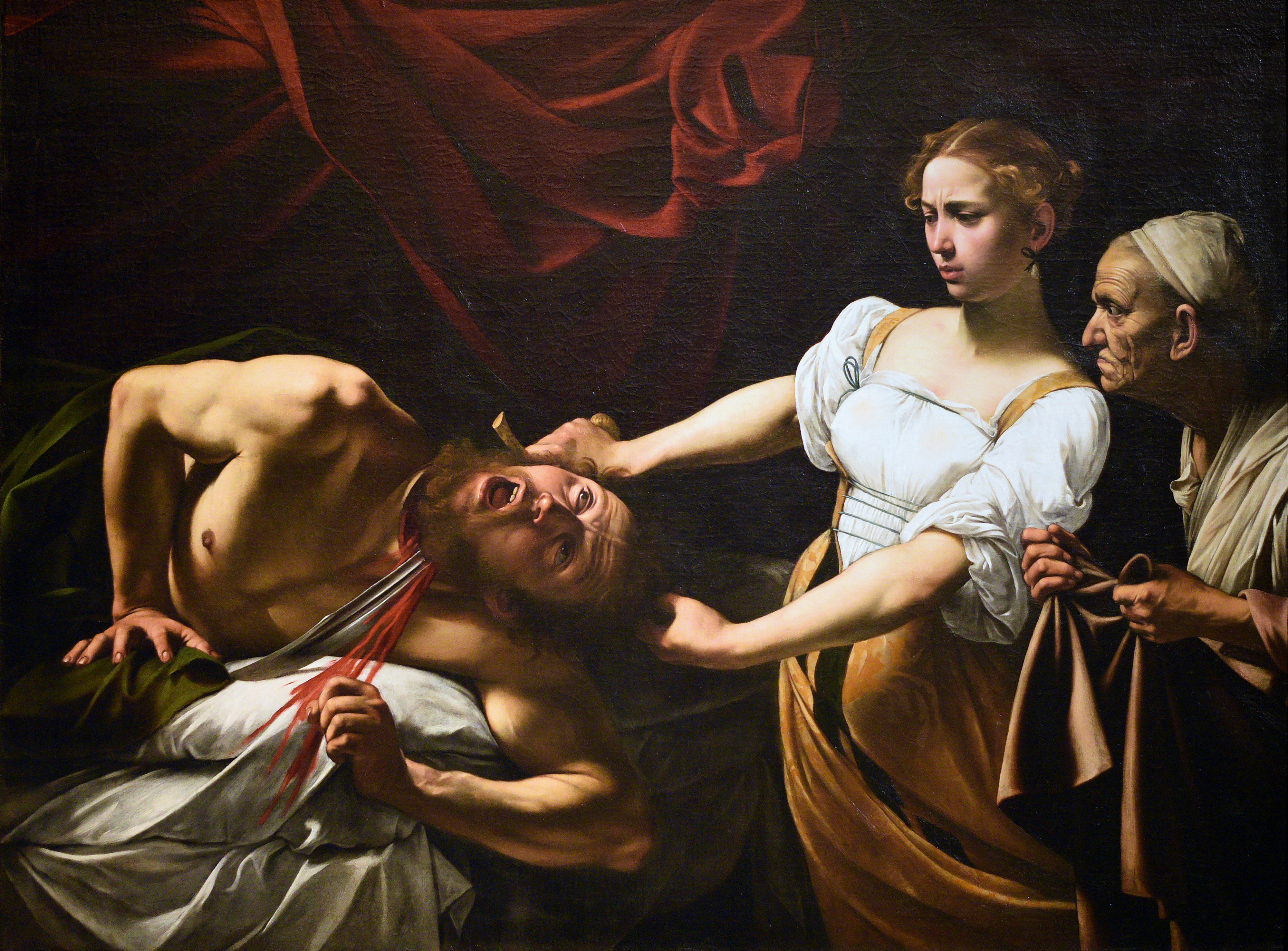
Giuditta e Oloferne (1602 ca.), Caravaggio

La tela riprende i tre personaggi in primo piano dominati da un accentuato chiaroscuro che rende la pittura tra le più alte rappresentazioni del primo caravaggismo. L'ancella è in abiti rossi, che lotta con Oloferne disteso sul letto, mentre Giuditta con la spada, riccamente ornata sul manico, è atta a decapitare l'uomo. Fa da contrasto alla cupa scenografia il biancore delle lenzuola del letto su cui è steso Oloferne, comunque riccamente macchiate dal sangue che copioso sgorga dal suo stesso collo; Roberto Longhi descrisse questo contrasto con le seguenti parole: «[riferito alle tonalità del letto] [...] diacce degne d'un Vermeer a grandezza naturale dovesse avvenire un macello così brutale ed efferato [...]».

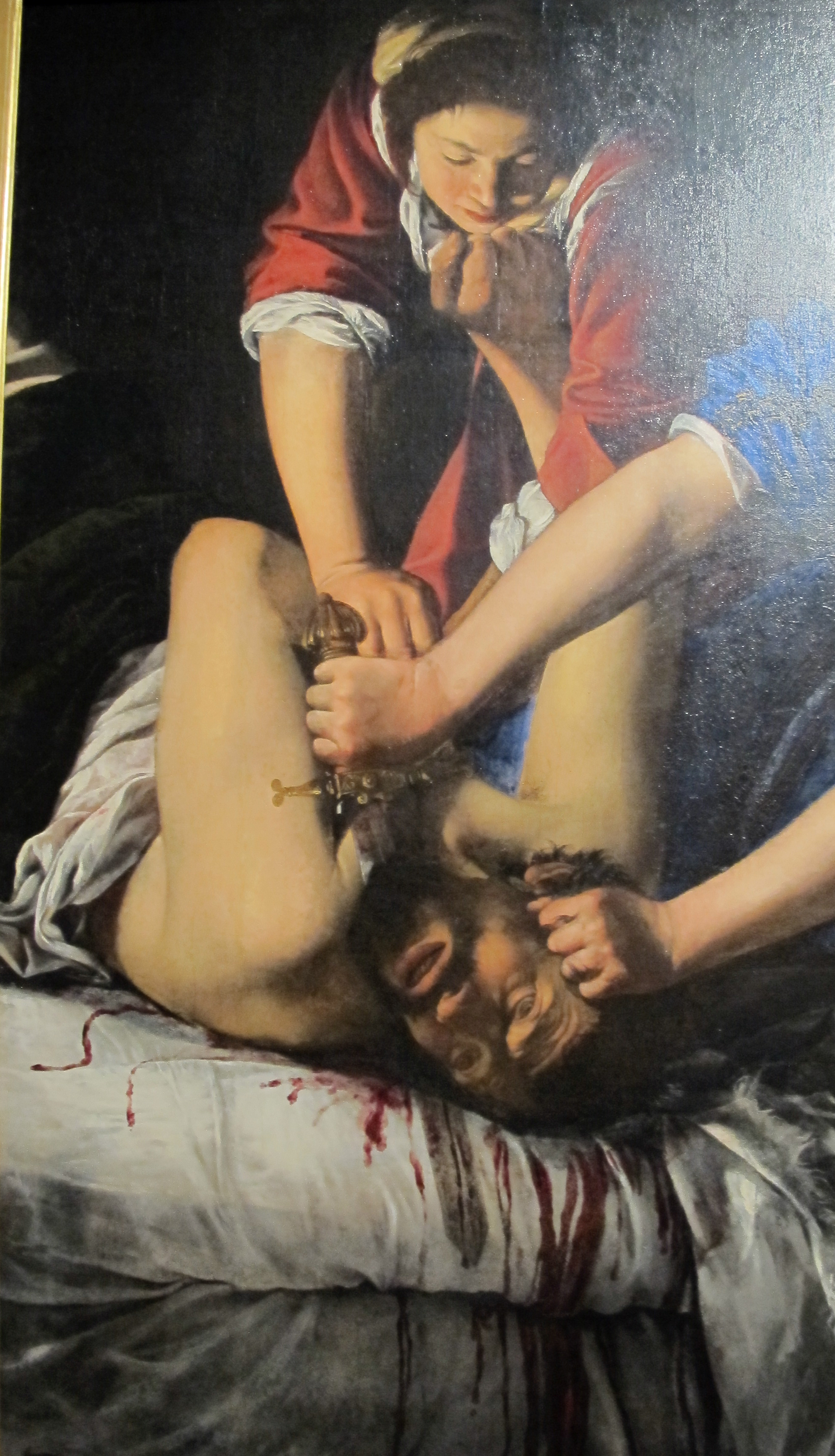
Dettaglio dell'ancella che, in aiuto a Giuditta, lotta contro Oloferne

### Le differenze con la versione di Caravaggio
(Roberto Longhi, 1916)
Il dipinto di Artemisia evoca l'influenza della Giuditta di Caravaggio (seppur il taglio del dipinto qui è verticale, mentre in quello del Merisi è orizzontale) non solo nella crudezza della decapitazione, ma anche nella postura dell'eroina biblica, con le due braccia tese parallelamente, al punto che è difficile pensare che la pittrice non abbia avuto modo di conoscere tale opera, nonostante la sua ristretta possibilità di esplorare Roma (anche perché donna).
La "peculiarità" innovativa del dipinto di Capodimonte rispetto a quello del pittore lombardo oggi a palazzo Barberini si riscontra nel rapporto di solidarietà tra Giuditta e l'ancella, questa volta ritratta anche quest'ultima giovane, quasi coetanea della Giuditta e non più anziana, come invece appare nel dipinto del Merisi, che solo unite riescono a sopraffare il generale Oloferne.
La serva ricopre nel dipinto della Gentileschi un ruolo eccezionale rispetto all'iconografia classica, dove invece appare sempre passiva e con una cesta in mano in attesa di ricevere la testa dell'uomo, in linea con le fonti storiche secondo cui, infatti, Giuditta sarebbe riuscita a decapitare Oloferne senza la necessità di una lotta tra le parti, bensì cogliendo il generale di soppiatto quando questi era caduto nel sonno poiché in stato di ebbrezza.
Questa particolarità è stata letta dalla critica come un chiaro riferimento alla storia personale della pittrice, che accusò infatti Tuzia, inquilina e punto di riferimento della ragazza, di omissione di soccorso nel momento dello stupro subìto e di falsa testimonianza in sede processuale, dove rilasciò deposizioni addirittura sfavorevoli alla Gentileschi.

### Le differenze con la versione degli Uffizi

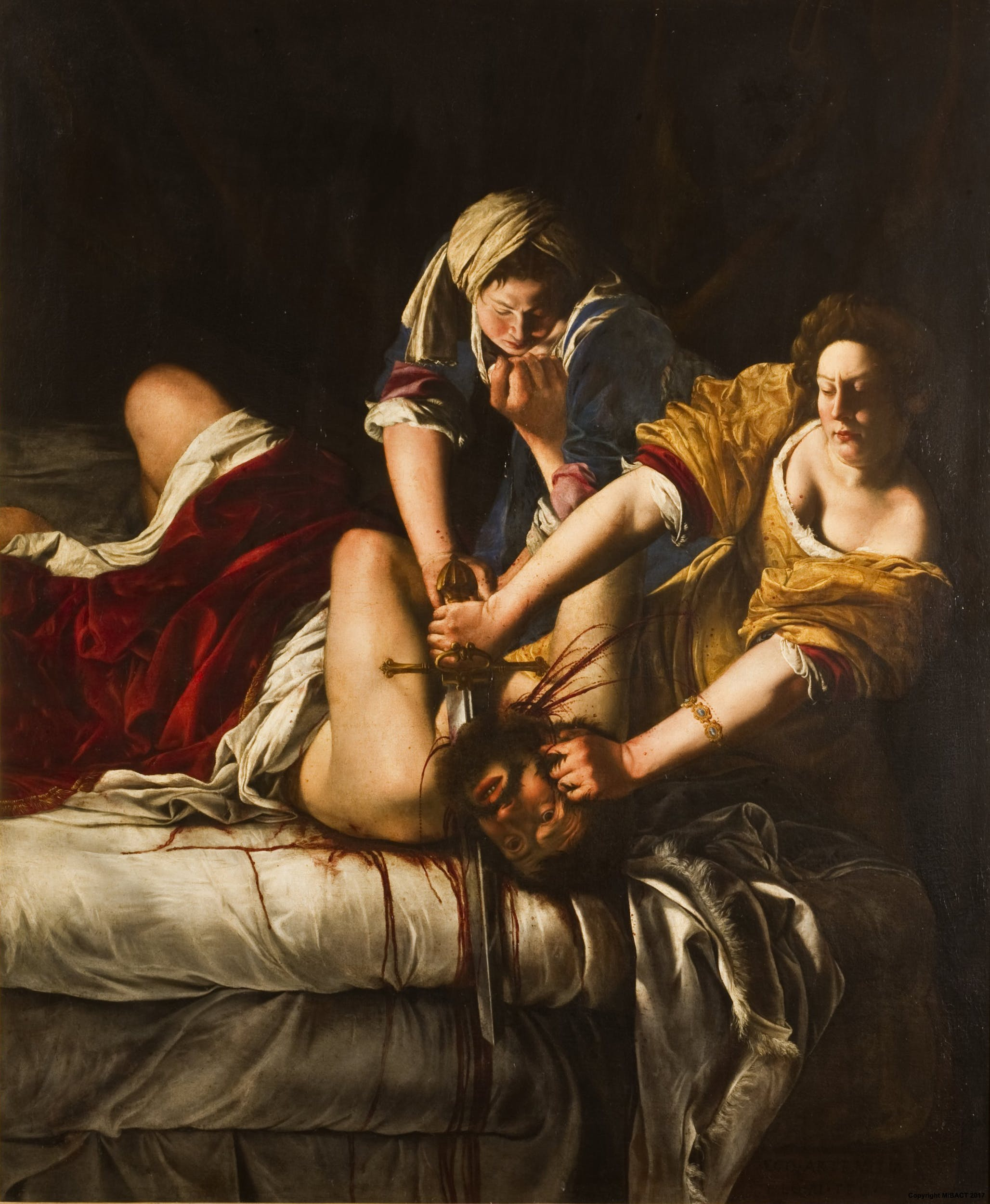
La seconda versione del dipinto oggi agli Uffizi

La tela di Napoli appare con un chiaroscuro più netto e dai colori più drammatici e cupi rispetto alla versione del 1620 alla Galleria degli Uffizi, che invece risente già della lucentezza tipica della pittura fiorentina, assorbita dalla pittrice dopo la sua dipartita da Roma.
Il dipinto di Napoli oltre ad avere i personaggi ritratti in un campo d'azione più ristretto è di dimensioni anche più ridotte (per via del taglio della tela sul lato sinistro, probabilmente per accentrare il focus della composizione, apportato in epoca postuma alla realizzazione del quadro forse tra il XVIII e il XIX secolo) rispetto alla seconda redazione fiorentina, la quale è invece disposta su un campo più lungo con una rappresentazione scenica più pacata nel suo insieme.
Analisi stilistiche e psicologiche sull'opera di Napoli hanno consentito di determinarne la sua primogenitura rispetto alla versione oggi a Firenze. 
In prima battuta la semplicità pittorica con cui è stata concepita la tela di Napoli e nel contempo la drammaticità con cui è rappresentato il momento del taglio della testa di Oloferne comprovano quel condizionamento emotivo che viveva la pittrice in quel periodo, proprio per via della vicinanza cronologica che c'è tra il dipinto stesso e la violenza sessuale subita. Ciò ha portato alcuni storici dell'arte a ritenere che la crudezza espressa sia stata frutto proprio del desiderio di rivalsa di Artemisia verso l'uomo autore del sopruso. Inoltre nella tela di Capodimonte le due protagoniste vengono raffigurate con abiti essenziali (seppur quello di Giuditta sia più nobile di quello dell'ancella), spogli di qualsiasi tipo di accessorio, mentre in quella degli Uffizi la tela non sembra esser frutto di una redazione "di pancia" della pittrice, ma di una certa razionalità. Essendo stato il dipinto fiorentino commissionato da Cosimo II de' Medici, uomo di affermata e notoria ricchezza, le protagoniste sono raffigurate, probabilmente anche col fine di assecondare e compiacere i gusti dell'illustre committente, ricche di abbellimenti (ricami, merletti, bracciali, acconciature di pregio). Questi elementi di dettaglio che si evincono nella versione fiorentina dimostrano una qualità d'esecuzione adottata dalla pittrice che è prova anche di come Artemisia abbia perfezionato negli anni il suo stile pittorico, ma nello stesso tempo anche un minor coinvolgimento emotivo nella raffigurazione della scena.
Grazie a studi a raggi X fatti da Mary Garrard sull'opera di Napoli si è potuto confermare quanto detto in precedenza e quindi che la versione oggi a Capodimonte è certamente la prima delle Giuditte di Artemisia (a prescindere che sia datata 1612 o 1617). Si sono infatti potuti evidenziare molteplici ripensamenti e diverse modifiche effettuate dalla pittrice in corso d'opera, caratteristiche queste che mancano del tutto nella tela di Firenze, che invece è dipinta senza alcun tipo di correzione, come fosse stata ideata su un progetto già prestabilito.